# Jan Ziomek
Jan Ziomek (ur. 22 stycznia 1934, zm. 12 listopada 2014 w Łodzi) – polski geolog, wykładowca Uniwersytetu Łódzkiego.

## Życiorys
Ukończył studia na Wydziale Biologii i Nauk o Ziemi Uniwersytetu Łódzkiego, gdzie uzyskał tytuł magistra (1958), a następnie doktora. Na uczelni został zatrudniony na stanowisku adiunkta w Zakładzie Geologii, pełniąc m.in. funkcje kierownika Pracowni Kartografii Geologicznej oraz Surowców Mineralnych. Specjalizował się w geologii, mineralogii, petrografii i geochemii. Kierował również ćwiczeniami terenowymi, prowadzonymi na terenie Sudetów, Gór Świętokrzyskich oraz w okolicach Łodzi. Odbył liczne staże na uczelniach zagranicznych, m.in. na Uniwersytecie im. Gorkiego w Charkowie, Uniwersytecie Arystotelesa w Salonikach, Uniwersytecie w Segedynie oraz w Wiedniu. Kierował zagranicznymi wyprawami badawczymi, m.in. do Egiptu, Afganistanu oraz do Afryki Północnej i Ameryki Północnej. Był głównym organizatorem uniwersyteckiego Muzeum Geologicznego, otwartego w 2000 roku – placówką ta kierował po przejściu na emeryturę. W 2010 roku został uhonorowanym Medalem „Pro publico bono” im. Sabiny Nowickiej, przyznawanym przez Towarzystwo Przyjaciół Łodzi.
Zmarł w Łodi, pochowany na cmentarzu Nowy Zarzew.

## Upamiętnienie
12 maja 2015 roku w budynku Muzeum Geologicznego odsłonięto poświęcona mu tablicę pamiątkową.